# Bučka
Bučka – wieś w Słowenii, w gminie Škocjan. W 2018 roku liczyła 119 mieszkańców.